# Diplectrona flavospilota
Diplectrona flavospilota är en nattsländeart som beskrevs av Wolfram Mey 1998. Diplectrona flavospilota ingår i släktet Diplectrona och familjen ryssjenattsländor. Inga underarter finns listade i Catalogue of Life.